# Polygonum brittingeri
Polygonum brittingeri là một loài thực vật có hoa trong họ Rau răm. Loài này được Beck miêu tả khoa học đầu tiên.